# Daysbel Hernández
Daysbel Hernández (Sandino, Cuba, 15 de septiembre de 1996) es un jugador profesional cubano de béisbol que se desempeña en la posición de lanzador en Atlanta Braves, equipo de las Grandes Ligas de Béisbol (MLB).

## Carrera
En 2023, Hernández hizo su debut en la MLB con el equipo Atlanta Braves, donde lleva jugando dos temporadas.